# Ichi-go ichi-e

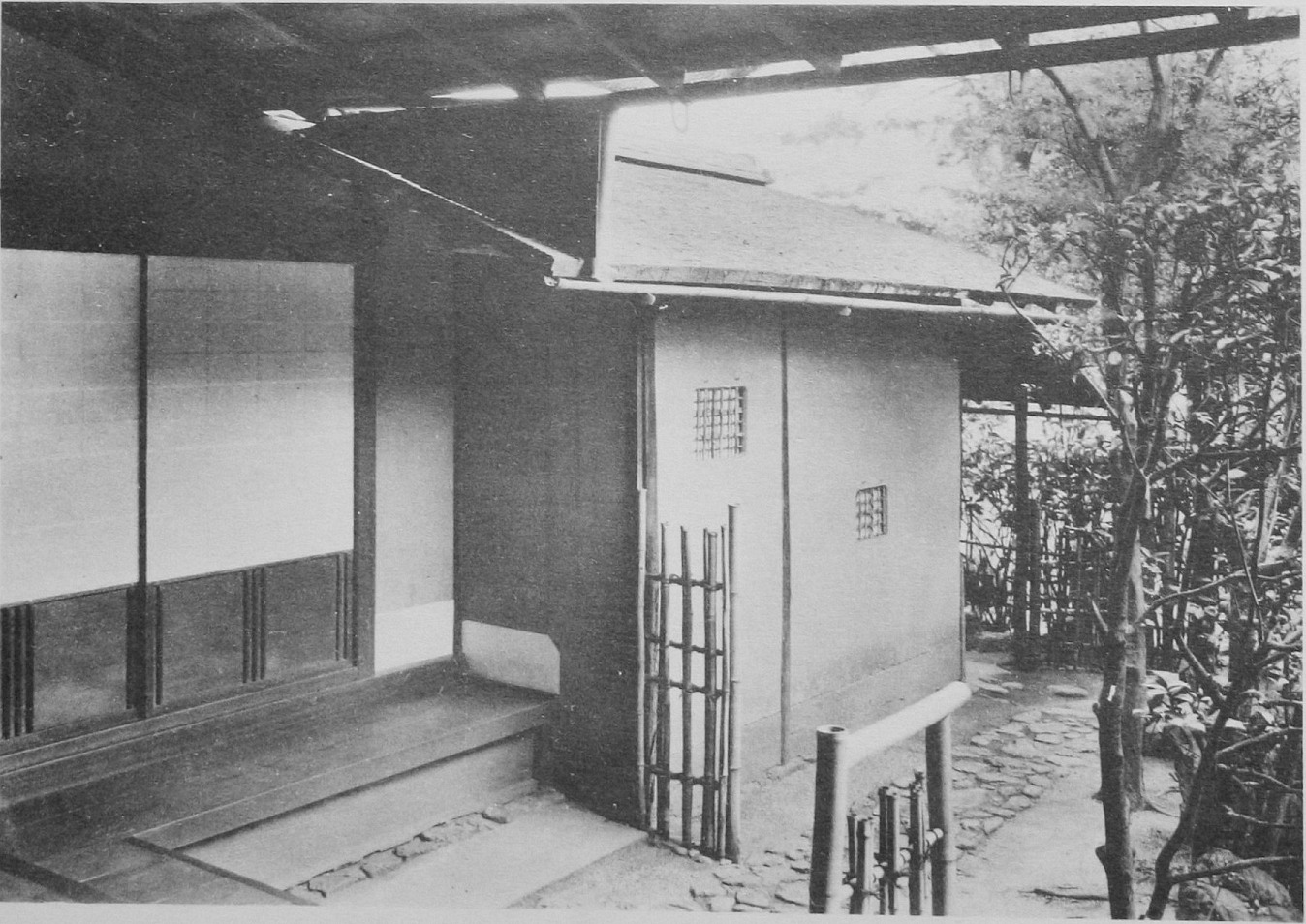
Chashitsu de Sen no Rikyū.

Ichi-go ichi-e (一期一会, pronunciado [it͡ɕi.ɡo it͡ɕi.e], lit. "um momento, um encontro") é uma expressão idiomática japonesa de quatro caracteres (yojijukugo) que descreve um conceito cultural de valorização da natureza irrepetível de um momento. O termo foi traduzido aproximadamente como "só desta vez" e "uma vez na vida". O termo relembra as pessoas para valorizarem qualquer reunião em que participem, mencionando o facto de que nenhum momento da vida pode ser repetido; mesmo quando o mesmo grupo de pessoas se volta a reunir no mesmo local, uma reunião específica nunca será reproduzida e, por isso, cada momento é sempre uma experiência única na vida. O conceito é mais habitualmente associado às cerimónias do chá japonesas, especialmente aos mestres de chá Sen no Rikyū e Ii Naosuke.

## História

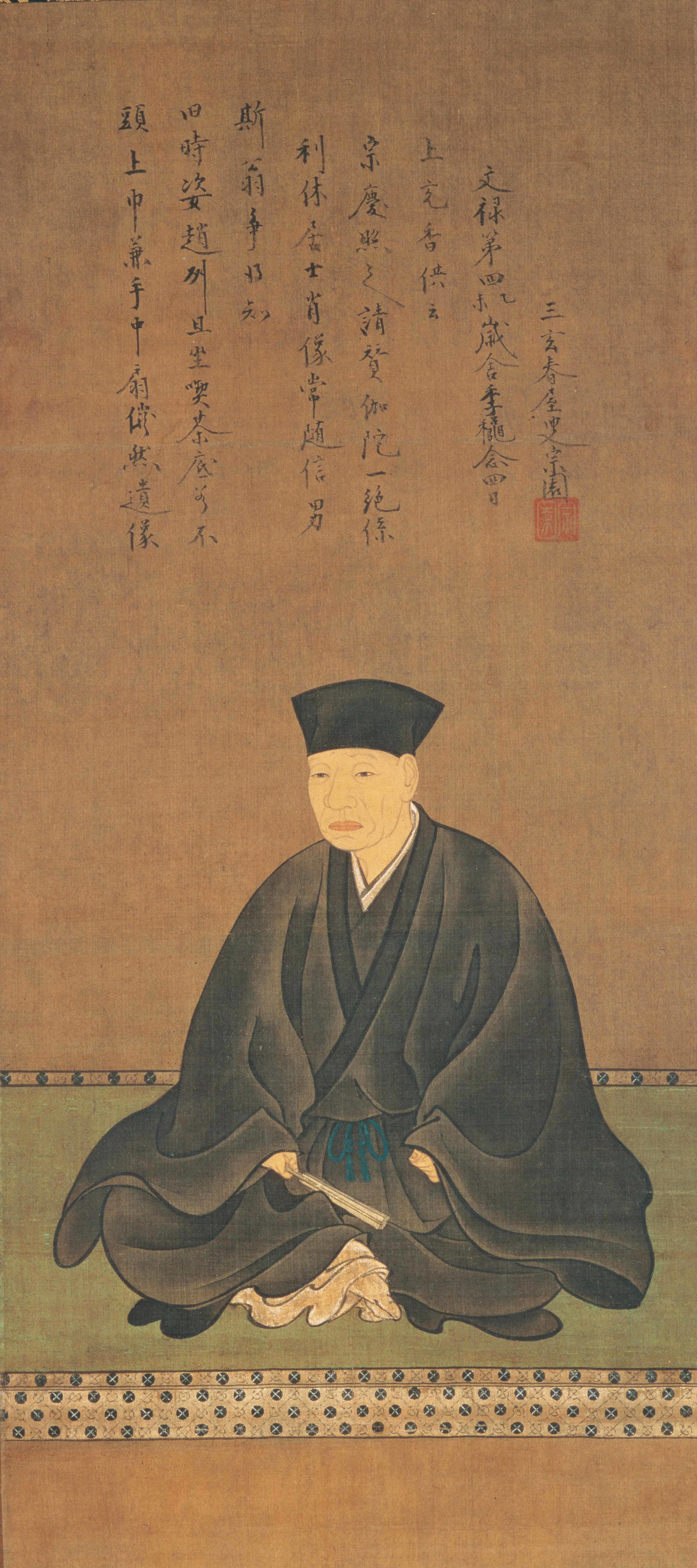
Sen no Rikyu.

O termo remonta ao século XVI a uma expressão do mestre do chá Sen no Rikyū : "uma oportunidade na vida" (一期に一度, ichigo ni ichido). O aprendiz de Rikyū, Yamanoue Sōji, instrui em Yamanoue Sōji Ki a respeitar o seu anfitrião "como se fosse um encontro que só poderia ocorrer uma vez na vida" (一期に一度の会のように, ichigo ni ichido no e no yō ni)  .  Ichigo (一期) é um termo budista que significa "desde o nascimento até a morte", ou seja, toda a vida.

Mais tarde, em meados do século XIX, Ii Naosuke, Tairō (administrador-chefe) do xogunato Tokugawa, elaborou o conceito em Chanoyu Ichie Shū:
Grande atenção deve ser dada a uma reunião de chá, que podemos chamar de “uma vez, uma reunião” (ichigo, ichie). Mesmo que o anfitrião e os convidados se possam ver socialmente com frequência, a reunião de um dia nunca pode ser repetida exatamente. Vista desta forma, a reunião é de facto uma ocasião que ocorre uma vez na vida. O anfitrião, portanto, deve, com verdadeira sinceridade, tomar o maior cuidado com todos os aspetos da reunião e dedicar-se inteiramente a garantir que nada seja difícil. Os convidados, por sua vez, devem compreender que o encontro não pode ocorrer novamente e, reconhecendo como o anfitrião o planeou perfeitamente, devem também participar com verdadeira sinceridade. Isto é o que significa “uma vez, uma reunião”.
Esta passagem estabeleceu a forma yojijukugo (idiomática de quatro letras) ichi-go ichi-e (一期一会) conhecida hoje.

## Interpretação e uso
Ichi-go ichi-e está ligado ao Budismo Zen e aos conceitos de transitoriedade. O termo está particularmente associado à cerimónia do chá japonesa e é frequentemente aplicado em pergaminhos pendurados na sala de chá.
O termo também é muito repetido em budō (caminhos marciais). Às vezes é usado para advertir os alunos que se tornam descuidados ou frequentemente interrompem as técnicas no meio do caminho para "tentar novamente", em vez de prosseguir com a técnica apesar do erro. Numa luta de vida ou morte, não há hipótese de tentar novamente. Embora as técnicas possam ser tentadas muitas vezes no dojo, cada uma deve ser vista como um evento singular e decisivo. Da mesma forma, no teatro noh, as apresentações são ensaiadas juntas apenas uma vez, alguns dias antes do espetáculo, em vez das muitas vezes que são típicas no Ocidente, o que corresponde à transitoriedade de um determinado espetáculo.

## Na cultura popular
- O foco do maestro romeno Sergiu Celibidache foi criar, durante cada concerto, as condições ótimas para o que chamou de “experiência transcendente”. Aspetos do Budismo Zen, como ichi-go ichi-e, tiveram forte influência sobre ele.
- O filme Forrest Gump de 1994 foi lançado no Japão com este termo no subtítulo como Forrest Gump/Ichi-go Ichi-e (『フォレスト・ガンプ/一期一会』) , refletindo os eventos que acontecem no filme.
- O termo é a frase favorita de Hiro Nakamura na série Heroes da NBC.[7]
- O termo é utilizado num episódio do anime Azumanga Daioh.
- É também um título de música da trilha sonora de Kareshi Kanojo no Jijo .
- O termo é usado no mangá Boys Over Flowers e posteriormente em vários episódios da sua adaptação de 2005 . Um dos personagens principais da série, Sojiro Nishikado, filho de um Grão-Mestre, usa o termo para engatar garotas. Mais tarde, ele percebe o seu verdadeiro significado quando perde a hipótese de estar com o seu primeiro amor.[8]
- Também é referenciado no título do álbum 151a de Kishi Bashi, que lido em japonês é pronunciado "ichi-go-ichi ē".
- O primeiro-ministro indiano, Narendra Modi, usou o termo para descrever reuniões entre a Índia e o Japão durante a sua visita de estado ao país em 11 de novembro de 2016.
- O termo é o título do episódio 8 da 4ª temporada de Mozart in the Jungle e o episódio gira em torno de uma cerimónia do chá com os caracteres kanji de Ichi-go Ichi-e exibidos na sala.
- O termo também é mencionado no episódio 6 da 8ª temporada de Anthony Bourdain: Parts Unknown, "Japan with Masa".
- Ichigo Ichie é um restaurante japonês com estrela Michelin em Cork, Irlanda.
- Ichi go Ichi e é o nome de um bar de ramen em Graz, na Áustria, e também em Linz, na Áustria.
- O nome da Ichigo Inc., uma empresa japonesa do setor imobiliário e de energia renovável, vem de Ichi-go ichi-e.[9]
- O produtor da Microhouse, Guillaume Coutu Dumont, produziu uma música chamada "Ichi-go ichi-e".
- No seu livro, 'The Art of Gathering: How We Meet and Why It Matters', Priya Parker relata a sua experiência com um mestre japonês da cerimónia do chá que lhe ensinou a frase. Ela reflete sobre como isso ressalta a importância de ter um propósito intencional por trás das reuniões.[10]
- Na visual novel Phoenix Wright: Ace Attorney – Justice For All, "ichi-go ichi-e" está escrito acima da porta da Câmara de Canalização, aludindo à natureza liminar da canalização de espíritos.
- A frase é um dos lemas da geiko Momoko da série The Makanai: Cooking for the Maiko House, que observa que as suas performances seguem rotinas mas o produto final é cada vez diferente.
- Uma concorrente do MasterChef Italia, Eleonora Riso, usou este termo no cardápio da sua final, chamado "ichi-go ichi-e".